# Бадминтон на летней Универсиаде 2011
Соревнования по бадминтону на летней Универсиаде 2011 года прошли с 16 по 22 августа в Шэньчжэне Китай, где было разыграно 6 комплектов наград.

## Общий медальный зачёт
| Место | Страна               | Золото | Серебро | Бронза | Всего |
| ----- | -------------------- | ------ | ------- | ------ | ----- |
| 1     | Таиланд              | 2      | 0       | 3      | 5     |
| 2     | Республика Корея     | 2      | 0       | 0      | 2     |
| 3     | Китайская Республика | 1      | 4       | 4      | 9     |
| 4     | Индонезия            | 1      | 0       | 2      | 3     |
| 5     | Китай                | 0      | 2       | 2      | 4     |
| 6     | Япония               | 0      | 0       | 1      | 1     |
| Всего | Всего                | 6      | 6       | 12     | 24    |

## Медалисты
| Дисциплина                                               | Золото                                 | Серебро                                   | Бронза                                                                                    |
| -------------------------------------------------------- | -------------------------------------- | ----------------------------------------- | ----------------------------------------------------------------------------------------- |
| Мужчины. Одиночный разряд Отчёт (недоступная ссылка)     | Суппаню Авихингсанон Таиланд           | Вэнь Кай Китай                            | Такума Уэда Япония Сюэ Сюаньи Китайская Республика                                        |
| Женщины. Одиночный разряд Отчёт (недоступная ссылка)     | Чжэн Шаоцзе Китайская Республика       | Бай Сяома Китайская Республика            | Лю Фанхуа Китай Ши Сяоцянь Китай                                                          |
| Мужчины. Парный разряд Отчёт (недоступная ссылка)        | Таиланд Бодин Исара Манипонг Джонгджит | Китайская Республика Фан Цземинь Ли Шэнму | Индонезия Ренди Сугиарто Афиат Юрис Вираван Китайская Республика Ляо Миньцзюнь У Цзюньвэй |
| Женщины. Парный разряд Отчёт (недоступная ссылка)        | Южная Корея Ом Хевон Чан Ена           | Китайская Республика Бай Сяома Чэн Шаоцзе | Таиланд Нессара Сомсри Савитри Амитрапай Китайская Республика Се Пэйчжэнь Ван Пэйжун      |
| Микст. Парный разряд Отчёт (недоступная ссылка)          | Южная Корея Ом Хевон Син Пэкчхоль      | Китайская Республика Се Пэйчжэнь Ли Шэнму | Индонезия Шенди Пуспа Иравати Рики Видианто Таиланд Савитри Амитрапай Манипонг Джонгджит  |
| Микст. Командные соревнования Отчёт (недоступная ссылка) | Индонезия                              | Китай                                     | Китайская Республика Таиланд                                                              |

## Ссылка
- Турнир по бадминтону на сайте Универсиады 2011 (англ.)